# Capricolium
Capricolium – chór działający przy Liceum Ogólnokształcącym im. Bolesława Chrobrego w Głuchołazach.
Chór kierowany przez Adama Dziurowskiego, powstał z inicjatywy Jana Dolnego w październiku 1996. Nazwa pochodzi od Koziej Szyi, czyli pierwotnej nazwy miasta. Zespół wykonuje szeroki repertuar utworów od renesansu do współczesności, nie wyłączając muzyki ludowej i rozrywkowej.
Pierwszy sukcesem było zdobycie w 1998 „Brązowego Kamertonu” na XVIII Ogólnopolskim Konkursie Chórów Szkolnych a cappella w Bydgoszczy. W tym samym roku ukazała się ich pierwsza płyta. W 1999 r. zespół został finalistą Ogólnopolskiego Przeglądu Kolęd i Pastorałek w Będzinie. W 2000 r. na koncertach w Polsce i Niemczech wykonywał Mszę G-dur Franza Schuberta, wystąpił też w Hanowerze podczas EXPO 2000 i w Hildesheim z okazji obchodów 1000-lecia Biskupstwa Wrocławskiego. Zdobył też wyróżnienie na XIX Ogólnopolskim Konkursie Chórów Szkolnych a Cappella.
W 2001 r. zespół wydał drugą płytę, tym razem z kolędami. Koncertował na wielu regionalnych uroczystościach i po raz kolejny uzyskał wyróżnienie na Ogólnopolskim Konkursie Chórów Szkolnych a Cappella, podobnie w roku następnym.
W 2002 r. chór wraz z orkiestrą Państwowej Szkoły Muzycznej w Nysie i solistami z Wrocławia występował w Neukirchen, St. Arnold oraz Münster w Niemczech. W bazylice św. Antoniego w Rheine nagrał swoją trzecią płytę – wykonanie Mszy Koronacyjnej C-dur Mozarta.
W 2005 r. ukazała się czwarta płyta zespołu, zawierająca standardy muzyki rozrywkowej, polskie pieśni ludowe i melodie ze Szkocji i Afryki. W 2006 r. chór został nagrodzony „Srebrnym Kamertonem” na XXVI Ogólnopolskim Konkursie Chórów a Cappella Dzieci i Młodzieży; otrzymał też wyróżnienie ministra kultury i dziedzictwa narodowego za najlepsze wykonanie utworu finałowego a w 2007, 2008 i 2009 roku zdobył kolejne „Srebrne Kamertony”. W 2010 roku chór zdobył najwyższe wyróżnienie – „Złoty Kamerton”.
Chór występował m.in. z Wiesławem Ochmanem, Bogusławem Kaczyńskim, Agnieszką Franków-Żelazny, Dariuszem Stachurą.
W sierpniu 2009 roku chór był na tournée we Włoszech.
10.10.2010 r. Chór Capricolium zdobył najwyższe wyróżnienie, a więc złoty kamerton na konkursie w Bydgoszczy.
W 2016 roku chór był na XXXVI Ogólnopolskim Konkursie Chórów a Cappella Dzieci i Młodzieży w Bydgoszczy. Zdobył on tam „Srebrny Kamerton” – pierwszy od kiedy chórem dyryguje Adam Dziurowski.
W 2017 roku chór będąc kolejny raz na Konkursie w Bydgoszczy otrzymał najwyższe wyróżnienie – „Złoty Kamerton”, Puchar Ministra Edukacji Narodowej - za zdobycie najwyższej punktacji w swojej kategorii, puchar i nagrodę pieniężną Ministra Kultury i Dziedzictwa Narodowego za najlepsze wykonanie utworu obowiązkowego.

## Dyskografia
1. Capricolium (1999)
Dyrygent: Jan Dolny
2. Capricolium śpiewa kolędy (2001)
Dyrygent: Jan Dolny
3. Msza Koronacyjna C-dur Wolfganga Amadeusa Mozarta (2002)
Wykonawcy:
Jolanta Kołodziejska – sopran
Elżbieta Grys – alt
Jan Andrunyk – tenor
Jan Dolny – bas
Chór Capricolium
Kirchenchor z St. Arnold
Orkiestra Państwowej Szkoły Muzycznej II Stopnia w Nysie
Dyrygent: Pater Peter Larisch
4. Młodzież papieżowi Janowi Pawłowi II (2005)
Dyrygent: Jan Dolny
z towarzyszeniem:
Marianna Kozak – skrzypce
Piotr Konieczny – śpiew
Paweł Kozioł – instrumenty perkusyjne